# Вал Макдърмид
Вал Макдърмид (на английски: Val MacDermid) е шотландска писателка, авторка на бестселъри в жанра трилър, в характерното за шотландските писатели направление на криминалната литература „тартан ноар“.

## Биография и творчество
Вал Макдърмид е родена на 4 юни 1955 г. в Кърколди, Файф, Шотландия, Великобритания. Израства в шотландско миньорско село. След гимназията в Кърколди учи в колежа „Сейнт Хилда“ в Оксфорд. След дипломирането си става журналист. Обучава се за професията в продължение на 2 години в Девън и работи в продължение на 14 години към националните вестници в Глазгоу и Манчестър, издигайки се до поста на началник на северното бюро на списание „Съндей“.
През 1976 г., докато е в Девън, написва първото си произведение, на тема за лесбийска любовна афера, което е отхвърлено от издателствата. С помощта на приятел актьор то е преработено през 1978 г. в пиесата „Like A Happy Ending“. Неуспявайки като драматург, по-късно през 1984 г. Макдърмид решава да се насочи към криминалната литература, жанр, който тя определено харесва, и който е част от новата американска вълна.
Първият ѝ трилър „Report for Murder“ (Доклад за убийство) от поредицата „Линдзи Гордън“ е публикуван през 1987 г. Главната героиня в него е журналистка лесбийка, която прави собствени разследвания на жестоки убийства. Той има голям успех, и след втория роман от поредицата, през април 1991 г., тя напуска работата си и се посвещава на писателската си кариера.
В периода 1992 – 1998 г. излиза втората ѝ поредица от трилъри с герой частен детектив Кейт Браниган.
През 1995 г. е издаден първият трилър „The Mermaids Singing“ (Песента на русалките) от емблематичната ѝ поредица „Тони Хил / Карол Джордан“. Главният герой на поредицата е докторът клиничен психолог и профайлър Тони Хил, който участва в разследването на заплетени случаи на серийни и сексуални убийства, а самият страда от сексуална дисфункция. Негов партньор е интуитивния главен инспектор Карол Джордан. Трилърът е удостоен с наградата „Златен кинжал“ за най-добър криминален роман на годината. През 1997 г. е издаден вторият роман от поредицата – „Струна в кръвта“, който става международен бестселър. В периода 2002 – 2008 г. по поредицата е филмиран аплодирания сериал „Wire in the Blood“ с участието на Робсон Грийн (като д-р Тони Хил), Марк Летърн и Ема Хенди.
През 1999 г. е публикуван първият ѝ самостоятелен психологически трилър „Мястото на екзекуцията“. Той получава наградите „Антъни“ и „Макавити“. През 2008 г. по него е направен успешния едноименен минисериал с участието на Лий Инлеби, Ема Къниф и Филип Джаксън.
Произведенията на писателката често са в списъците на бестселърите. Те са преведени на над 30 езика и са издадени в над 10 милиона екземпляра по света. Вал Макдърмид е носител на много международни награди, включително „Златен кинжал“ на Асоциацията на авторите на криминални романи за най-добър криминален роман на годината и наградата на „Лос Анджелис Таймс“ за книга на годината. През 2009 г. е приета в Залата на славата на авторите на трилъри, а през 2010 е удостоена с престижния „Диамантен кинжал на Картие“. През 2011 г. е удостоена с титлата „доктор хонорис кауза“ от Университета на Съдърланд.
Заедно писателското си творчество тя продължава да пише за различни издания, като 4 години е била и критик за криминална литература към „Манчестър ивнинг нюз“.
В личния си живот писателката е изявена лесбийка. С бившия си съпруг имат син, който е заченат чрез изкуствено оплождане от донор. През 2006 г. се жени за приятелката си Кели Смит.
Вал Макдърмид живее със семейството си в Южен Манчестър и Нортъмбърланд.

## Произведения

### Самостоятелни романи
- A Place of Execution (1999) – награди „Антъни“ и „Макавити“
Мястото на екзекуцията, изд.: ИК „Еднорог“, София (2001), прев. Боряна Джанабетска
- Killing The Shadows (2000)
Смърт в сенките, изд.: ИК „Еднорог“, София (2003), прев. Боряна Джанабетска
- Naked Came the Phoenix (2001) – с Невада Бар, Мери Джейн Кларк, Диана Габалдон, Дж. А. Джанс, Фей Келерман, Лори Р. Кинг, Пам и Мери О'Шонъси, Ан Пери, Нанси Пикард, Дж. Д. Роб, Лайза Скоталайн и Марша Тали
- The Grave Tattoo (2006)
Възмездие от гроба, изд.: ИК „Еднорог“, София (2008), прев. Боряна Джанабетска
- Trick of the Dark (2010)
- The Vanishing Point (2012)

### Серия „Линдзи Гордън“ (Lindsay Gordon)
1. Report for Murder (1987)
2. Common Murder (1989)
3. Final Edition (1991) – издадена и като „Open And Shut, Deadline for Murder“
4. Union Jack (1993) – издадена и като „Conferences Are Murder“
5. Booked For Murder (1996)
6. Hostage to Murder (2003)

### Серия „Кейт Бранигън“ (Kate Brannigan)
1. Dead Beat (1992)
2. Kick Back (1993)
3. Crack Down (1994)
4. Clean Break (1995)
5. Blue Genes (1996)
6. Star Struck (1998)

### Серия „Тони Хил / Карол Джордан“ (Tony Hill / Carol Jordan)
1. The Mermaids Singing (1995) – награда „Златен кинжал“ за най-добър роман
Преследвачът, изд. „Атика“ (1996), прев. Елеонора Христозова
2. The Wire In The Blood (1997)
Струна в кръвта, изд.: ИК „Еднорог“, София (2003, 2013), прев. Боряна Джанабетска
3. The Last Temptation (2002)
Последното изкушение, изд.: ИК „Еднорог“, София (2004), прев. Боряна Джанабетска
4. The Torment of Others (2004)
Чуждото страдание, изд.: ИК „Еднорог“, София (2007), прев. Боряна Джанабетска
5. Beneath the Bleeding (2007)
Кървав лабиринт, изд.: ИК „Еднорог“, София (2009), прев. Боряна Джанабетска
6. Fever of the Bone (2009)
Скритият пожар, изд.: ИК „Еднорог“, София (2011), прев. Боряна Джанабетска
7. The Retribution (2011)
Разплата, изд.: ИК „Еднорог“, София (2013), прев. Боряна Джанабетска
8. Cross and Burn (2013)
Изгорени мостове, изд.: ИК „Еднорог“, София (2014), прев. Боряна Джанабетска
9. Splinter the Silence (2015)
Да разбиеш мълчанието, изд.: ИК „Еднорог“, София (2015), прев. Боряна Джанабетска
10. Insidious Intent (2017)
Потайни замисли, изд.: ИК „Еднорог“, София (2018), прев. Боряна Джанабетска
11. How the Dead Speak (2019)
Как говорят мъртвите, изд.: ИК „Еднорог“, София (2020), прев. Боряна Джанабетска

### Серия „Инспектор Карен Пири“ (Inspector Karen Pirie series)
1. The Distant Echo (2003) – награди „Шерлок“ и „Бари“
Далечно ехо, изд.: ИК „Еднорог“, София (2005), прев. Боряна Джанабетска
2. A Darker Domain (2008)
Владения на мрака, изд.: ИК „Еднорог“, София (2012), прев. Боряна Джанабетска
3. The Skeleton Road (2014)
Пътят на скелета, изд.: ИК „Еднорог“, София (2015), прев. Боряна Джанабетска
4. Out of Bounds (2016)
Границите на позволеното, изд.: ИК „Еднорог“, София (2016), прев. Боряна Джанабетска
5. Broken Ground (2018)
Гроб на мечти, изд.: ИК „Еднорог“, София (2019), прев. Боряна Джанабетска

### Участие в общи серии с други писатели

#### Серия „Проект „Остин“ (Austen Project)
Проектът представлява опит за модернизация на шестте завършени романа на писателката Джейн Остин.
2. Northanger Abbey (2014) – по готическия роман „Абатството Нортангър“
Абатството Нортангър, изд.: ИК „Еднорог“, София (2015), прев. Боряна Джанабетска
от серията има още 2 романа от различни автори

### Новели
- Cleanskin (2006)

### Пиеси
- Like A Happy Ending (1978)

### Детска литература
- My Granny is a Pirate (2012)

### Разкази
- When Larry Met Allie (2000)

### Сборници
- The Writing on the Wall: And other Stories (1997)
- Stranded (2004)
- Magnetic North: New Work from North East Writers (2005) – с Нийл Астли, Андрю Кръми, Джулия Дарлинг, Шон О'Брайън и Яков Поли
- Christmas is Murder (2012)
- Crime Writers: A Decade of Crime (2013) – с Марк Билингъм, Ан Клийв, Харлан Коубън, П. Д. Джеймс и Стив Мозби
- Cross Roads (2013)
- Gunpowder Plots (2013)

### Документалистика
- A Suitable Job For A Woman: The World of Female Private Investigators (1995)
- Life's Too Short (2010)
- The Library Book (2012) – с Алън Бенет, Ан Клийв, Сет Годин, Сюзън Хил, Том Холанд, Луси Манган, Чайна Миевил, Кейтлин Моран, Кейт Мос, Джули Майерсън, Бали Рай, Лайънъл Шрайвър и Харди Кохли Сингх
- Forensics: An Anatomy of Crime (2014)

### Екранизации
- 2002 – 2008 Wire in the Blood – ТВ сериал
- 2008 Place of Execution – ТВ минисериал
- 2010 4 garçons dans la nuit – ТВ филм